# Złota sobota
Złota sobota – polski program rozrywkowy. Drugi cykl programów rozrywkowo-muzycznych którego gospodarzami są Natasza Urbańska, Janusz Józefowicz i Radosław Brzózka. Złota sobota emitowana była w soboty o godzinie 17:55 w TVP 1. Każdy odcinek trwa 45 minut. Autorem formatu a zarazem reżyserem programu jest Janusz Józefowicz. Gwiazdą każdego show jest aktorka, tancerka i piosenkarka Natasza Urbańska oraz zespół teatru muzycznego Studio Buffo. Powstało 7 odcinków.
Pierwszy cykl programów nosił nazwę Przebojowa noc, a swoją emisję zakończył 24 listopada 2007 roku.

## Zasady programu
Program przygotowany przez Janusza Józefowicza i Nataszę Urbańską na okres świąteczno – karnawałowy prezentować będzie złote przeboje XX wieku. W każdym odcinku show, polscy artyści będą śpiewać największe przeboje muzycznej dekady. Każde wydanie obdarzone będzie także materiałami filmowymi ilustrującymi dane dziesięciolecie oraz wypowiedziami znanych osób.
W nowym show widzowie spotkają postacie znane z poprzedniego muzycznego formatu – "Przebojowa noc".
Program uświetnią artyści teatru muzycznego Studio Buffo wraz z Nataszą Urbańską. 
Poza głównym programem stacja TVP 1 planuje także emisję felietonów poświęconych kulisom powstawania "Złotej soboty". Wejścia te będą emitowane podczas całego weekendu.

## Reżyseria, choreografia i produkcja
- Janusz Józefowicz

### Asystenci reżysera
- Natasza Urbańska
- Barbara Deska
- Monika Ambroziak

## Prowadzący
- Natasza Urbańska – tancerka, aktorka, piosenkarka, wielokrotna mistrzyni w akrobatyce artystycznej.
- Janusz Józefowicz – reżyser, scenarzysta, choreograf, producent, aktor, wokalista, tancerz oraz dyrektor artystyczny Studio Buffo.
- Radosław Brzózka – polski dziennikarz telewizyjny, reporter, prezenter TVP 1.

## Kierownictwo muzyczne
- Janusz Stokłosa – pianista, kompozytor, aranżer, wydawca, producent, prezes Studio Buffo.
- Tomasz Filipczak – pianista, aranżer, kompozytor.

## Kostiumy
- Agnieszka Komornicka - kostiumolog, projektantka, stylistka

## Spis odcinków
| Odcinek | Data          | Temat programu                                  | Goście show | Piosenki zaśpiewane w programie |
| ------- | ------------- | ----------------------------------------------- | --- | --- |
| 1.      | 08.12.2007 r. | Piosenki Minionych Dekad "Lata 20., lata 30..." | Natasza Urbańska, Janusz Józefowicz, Janusz Stokłosa, Krystian Sacharczuk, Krzysztof Rymszewicz, Jerzy Grzechnik, Artur Chamski, Elżbieta Portka, Monika Ambroziak, Maria Tyszkiewicz, Natalia Srokocz, Paweł Orłowski, Michał Bogdanowicz, Jarosław Janikowski Grzegorz Kowalczyk, Katarzyna Pypno, Emilia Dębska, Natalia Krakowiak, Mariola Napieralska, Radosław Brzózka, Zespół teatru Studio Buffo                                     | 1. Natasza Urbańska – Na Pierwszy Znak (Piosenka z filmu "Szpieg w Masce" – 1933 z repertuaru Hanki Ordonówny) 2. Zespół teatru Studio Buffo – Ada! To nie wypada! (Piosenka z filmu "Ada! To nie wypada! – 1936) 3. Zespół teatru Studio Buffo – Tylko we Lwowie (Piosenka z filmu "Włóczęgi" – 1939) 4. Janusz Józefowicz, Jerzy Grzechnik, Wojciech Dmochowski – Upić się Warto (Tango argentyńskie napisane w 1934 roku przez Mariana Hemara) 5. Natasza Urbańska – Jeny (piosenka ze spektaklu "Opera za 3 grosze") 6. Janusz Józefowicz i Zespół teatru Studio Buffo – Sexapeal (Piosenka z filmu "Piętro wyżej" wykonywana przez Eugeniusza Bodo) 7. Janusz Józefowicz – Chryzantemy złociste (Piosenka z repertuaru Janusza Popławskiego – 1939) 8. Dmitrij Waitsiushkevich – Serce 9. Janusz Józefowicz – Gdybym ja miał cztery nogi – taniec Janusza Józefowicza (Piosenka z filmu "CO MÓJ MĄŻ ROBI W NOCY...") 10. Natasza Urbańska – Don't Touch Me Tomatoes (Piosenka z repertuaru Josephine Baker) ... |
| 2.      | 15.12.2007 r. | Piosenki Minionych Dekad "Lata 40"              | Natasza Urbańska, Janusz Józefowicz, Janusz Stokłosa, Krystian Sacharczuk, Krzysztof Rymszewicz, Jerzy Grzechnik, Artur Chamski, Elżbieta Portka, Wiktor Zborowski, Monika Ambroziak, Maria Tyszkiewicz, Natalia Srokocz, Paweł Orłowski, Michał Bogdanowicz, Jarosław Janikowski Grzegorz Kowalczyk, Anna Dereszowska, Katarzyna Pypno, Emilia Dębska, Natalia Krakowiak, Mariola Napieralska, Radosław Brzózka, Zespół teatru Studio Buffo | 1. Natasza Urbańska – Diamonds are the gril best friend 2. Justyna Chowaniak – Padam padam 3. Krystian Sacharczuk, Emilia Dębska, Jerzy Grzechnik, Maria Tyszkiewicz, Natalia Krakowiak i Zespół teatru Studio Buffo – Chattanooga Choo Choo 4. Janusz Józefowicz – Mały Biały Domek 5. Natasza Urbańska - Sentimental journey 6. Anna Dereszowska – Lili Marlene 7. Krystian Sacharczuk – C'est si bon 8. Wiktor Zborowski – Piosenka o mojej Warszawie 9. Mariola Napieralska, Elżbieta Portka, Izabela Karpińska, Natalia Srokocz – Jest taki jeden skarb (piosenka z filmu Skarb) 10. Jerzy Grzechnik – Czy pamiętasz tę noc w Zakopanem |
| 3.      | 22.12.2007 r. | Piosenki Minionych Dekad "Lata 50"              | Natasza Urbańska, Janusz Józefowicz, Janusz Stokłosa, Krystian Sacharczuk, Krzysztof Rymszewicz, Jerzy Grzechnik, Artur Chamski, Elżbieta Portka, Monika Ambroziak, Maria Tyszkiewicz, Natalia Srokocz, Paweł Orłowski, Michał Bogdanowicz, Jarosław Janikowski Grzegorz Kowalczyk, Aneta Todorczuk-Perchuć, Katarzyna Pypno, Emilia Dębska, Natalia Krakowiak, Mariola Napieralska, Radosław Brzózka, Zespół teatru Studio Buffo            | 1. Jerzy Grzechnik – See you later aligator 2. Natasza Urbańska – Bajo bongo 3. Artur Chamski, Krzysztof Rymszewicz, Jerzy Grzechnik, Marysia Tyszkiewicz i Zespół teatru Studio Buffo – Autobus czerwony 4. Teona Dolnikova – Heartbreak Hotel 5. Natalia Srokocz - Que Sera Sera 6. Krystian Sacharczuk – Apassionata 7. Natasza Urbańska – Tu Vuo' Fa' L'Americano 8. Justyna Chowaniak – Padam padam 9. Aleksandra Zawadzka – Bo mój chłopak piłkę kopie 10. Aneta Todorczuk-Perchuć – Pamiętasz była jesień 11. Zespół Studio Buffo – Mexicana |
| 4.      | 29.12.2007 r. | Piosenki Minionych Dekad "Lata 60"              | Natasza Urbańska, Janusz Józefowicz, Janusz Stokłosa, Krystian Sacharczuk, Krzysztof Rymszewicz, Jerzy Grzechnik, Artur Chamski, Elżbieta Portka, Monika Ambroziak, Maria Tyszkiewicz, Natalia Srokocz, Paweł Orłowski, Michał Bogdanowicz, Jarosław Janikowski Grzegorz Kowalczyk, Krzysztof Zalewski, Katarzyna Pypno, Emilia Dębska, Natalia Krakowiak, Mariola Napieralska, Radosław Brzózka, Zespół teatru Studio Buffo                 | 1. Natasza Urbańska – The shoop shoop song 2. Kuba Józefowicz – Wszystko mi mówi, że mnie ktoś pokochał 3. Monika Ambroziak – Parasolki 4. Krzysztof Rymszewicz – Sugar 5. Natasza Urbańska - Chłopiec z gitarą 6. Krzysztof Rymszewicz, Rafał Drozd – Wiem, że nie wrócisz 7. Zespół Studio Buffo – Kwiat jednej nocy 8. Natasza Urbańska – The Locomotion 9. Krzysztof Zalewski – The House of the Rising Sun 10. Natasza Urbańska – Baby I love you 11. Janusz Józefowicz – Nigdy więcej |

## Oglądalność
| Odc. | Data            | Widownia  |
| ---- | --------------- | --------- |
| 1    | 8 grudnia 2007  | 2 280 725 |
| 2    | 15 grudnia 2007 | 2 425 435 |
| 3    | 22 grudnia 2007 | 2 509 790 |

## Skład zespołu Teatru Studio Buffo biorącego udział w programie "Złota sobota"
Monika Ambroziak,
Paweł Bączkowski,
Ivan Belkov,
Pawel Belkov,
Michał Bogdanowicz ,
Mariusz Bromirski,
Kamila Bujalska,
Jan Bzdawka, 
Artur Chamski,
Joanna Chmielewska-Chłopicka,
Justyna Chowaniak, 
Mariusz Czajka, 
Anna Dereszowska,  
Barbara Deska, 
Emilia Dębska, 
Wojciech Dmochowski,
Rafał Drozd,
Dominika Gajduk,
Jędruś Gociałkowski,
Joanna Gołębiowska,    
Jerzy Grzechnik, 
Jarosław Janikowski, 
Janusz Józefowicz,
Izabela Karpińska,
Marina Łuczenko,  
Grzegorz Kowalczyk,
Tomasz Krajewski,
Karolina Królikowska,
Natalia Krakowiak,
Andrzej Kubicki,
Magdalena Kumorek,
Nicole Mirpuri,
Paulina Mechecka,
Mariola Napieralska,     
Weronika Pelczyńska,  
Elżbieta Portka,
Aleksandra Popławska,
Antoni Powierża, 
Katarzyna Pypno,
Paweł Orłowski,
Maciej Robakiewicz,
Krzysztof Rymszewicz, 
Krystian Sacharczuk, 
Paweł Skałuba, 
Natalia Srokocz, 
Janusz Stokłosa,
Paweł Suski, 
Joanna Teśla, 
Aneta Todorczuk-Perchuć,
Maria Tyszkiewicz,
Beata Urbańska,
Natasza Urbańska, 
Joanna Wiśniewska,
Weronika Wojciechowicz,
Anna Wojczuk,
Marta Wyłomańska,
Michał Zawadka,
Aleksandra Zawadzka,

## Miejsce realizacji programu
Hala "MERA" ul. Bohaterów Września 6/12, Warszawa